# Les Castors Juniors dans la forêt
Les Castors Juniors dans la forêt est un jeu vidéo ludo-éducatif développé et édité par Coktel Vision, sorti en 1990 sur Amiga et Atari ST. Il est basé sur les aventures des Castors Juniors.